# Toralla y Serradell

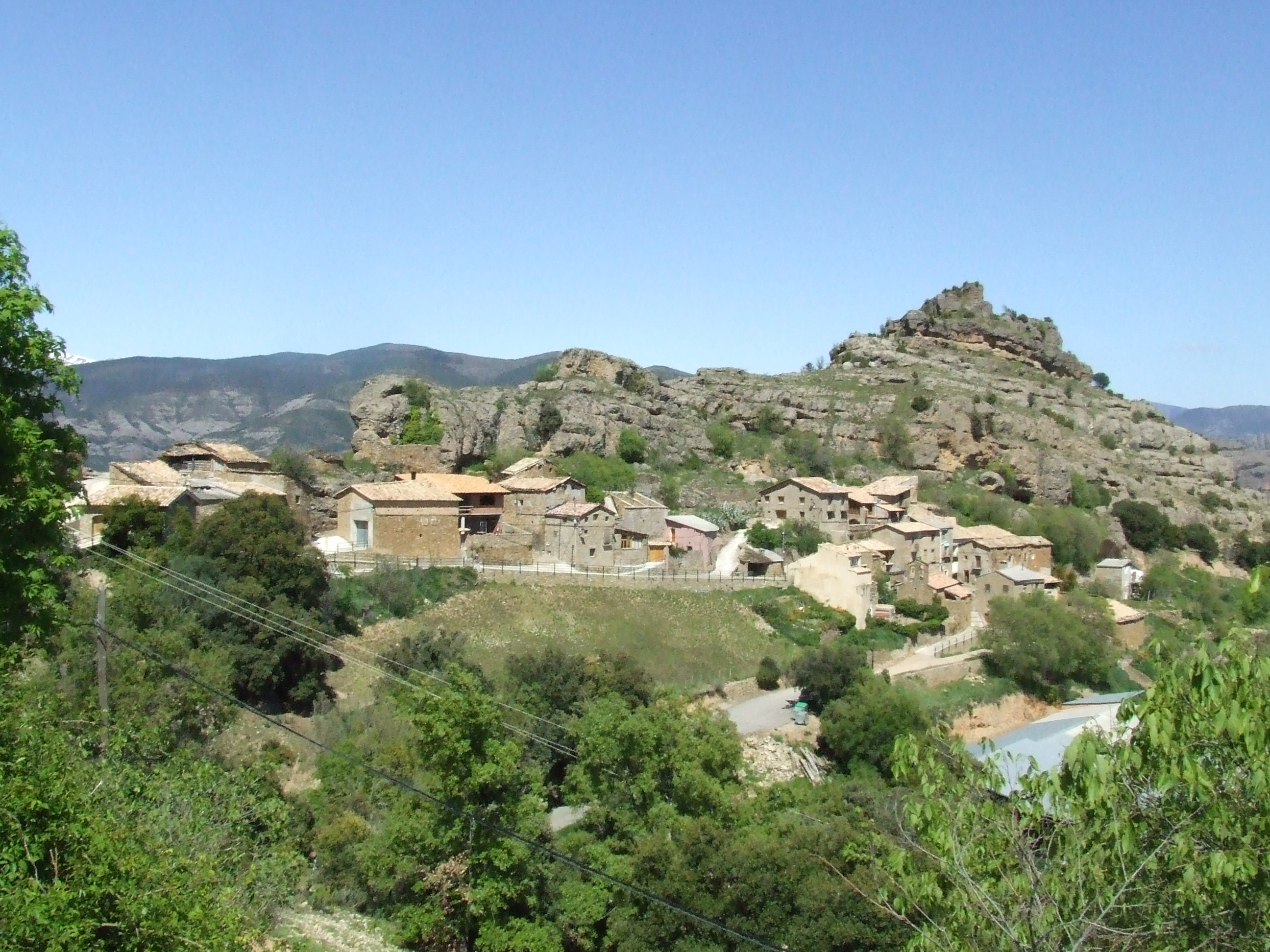
Vista de Torella y Serradell.

El antiguo municipio de Toralla y Serradell perdió su independencia municipal en 1969, cuando fue añadido el término municipal de Pallars Jussá. En 1994 el municipio llamado de esta manera cambió su nombre por el actual, Conca de Dalt, al dividirse Cataluña en comarcas: el nombre del municipio se podría confundir con el de la comarca a la que estaba adscrito. El término actualmente llamado Conca de Dalt se formó con la unión de los antiguos municipios de Aramunt, Claverol, Hortoneda de la Conca y Toralla y Serradell.
Sus límites actuales coinciden con los antiguos, ya que este antiguo término constituye una parte separada del grueso del término de Conca de Dalt. Limita al oriente con la Puebla de Segur, al norte con el de Senterada, al noroeste con el Pont de Suert (antiguo municipio de Viu de Llevata, en la Alta Ribagorza), a poniente con el de Tremp, en su antiguo municipio de Espluga de Serra, y al oeste, suroeste y mediodía con el de Salàs de Pallars.

## Geografía

### Límite con Salàs de Pallars
En el extremo sur del antiguo término de Toralla y Serradell se encuentran los términos municipales de Toralla y Serradell, Salàs de Pallars y Tremp (en el antiguo término de Espluga de Serra. Este tritérmino está justo al sur de la Pleta Verde, junto a los dos barrancos que, bajando del norte, forman el barranco de Fontfreda, a 1400 m altitud.
Desde el punto anterior, el término traza un arco contrario al anterior que va a encontrar otra cresta, a 1.444,8 m de altitud, y al noroeste del Turó del Clot del Piu. Siguiendo ahora hacia el sudeste, baja hacia este último cerro, de 1.391,8 y siguiendo la misma cresta, siempre hacia el sureste, llega cerca de La Roca del Manel, de 992,2 m. altitud, la cual, sin embargo, queda dentro del término de Conca de Dalt.
Por el Bosque de Salàs, el término baja aún hacia el sureste, pero decantándose cada vez más hacia levante, hasta alcanzar el Serrat del Mig, a unos 990 m de altitud que es el lugar donde el término de Salàs es más estrecho. Continúa por el Serrat del Extremo, de 866,4 m de altitud, y va paralelo al barranco de n'Aulesa, hasta llegar a 900 metros al oeste del pueblo de Sensui, cerca de donde está la «borda de Esteban». En este lugar el límite del término tuerce súbitamente hacia el norte, hasta que encuentra la pista de Rivert, lugar donde se decanta hacia el noreste para llegar hasta el barranco de Sensui, atraviesa hacia la cresta del otro lado del barranco , y sube montaña arriba por Solzinons hasta a ras de la «borda de Félix», donde hay un cerro de 881,8 m de altitud.
En este lugar marcando un ángulo muy cerrado, el término emprende la dirección sureste, y un poco al este, para ir a encontrar el barranco de Vilanova, a 730 m de altitud. La línea de término sigue este barranco, ahora hacia el sursureste, pasa a muy poca distancia del pueblo de Sensui, hasta que este barranco se integra en el barranco del Solà. Continúa todavía un trozo por el barranco del Solà, hasta que, entre los puestos de Boixellar y de Capsó, a 520 m de altitud, se encuentra otro límite de tres términos: Salàs de Pallars, Conca de Dalt y La Puebla de Segur.

### Límite con la Puebla de Segur
Desde el lugar anteriormente mencionado, a 535 m de altitud, la línea de término emprende la dirección noroeste, subiendo por Solà de Hortell y pasando muy cerca y a poniente del pueblo de San Juan de Viñafrescal. Atraviesa la Costa de Matacabrits, a 605 m de altitud, y después el barranco de Santa Lucía (548 m alt.), y vuelve a subir, siempre en la misma dirección, hacia Segalini, donde alcanza los 650 m de altitud, (el límite de término deja esta sierra dentro de Toralla y Serradell). Pasa a poniente de Puimanyons y, inflexiones ligeramente hacia poniente, cruza el barranco de Puimanyons a 585 m de altitud, y sube hacia la montaña de Santa Magdalena, en el extremo levantino de la Sierra de Ramonic. Alcanza la cresta de esta sierra a 800 m de altitud. El límite de los términos deja el Pico de Santa Magdalena dentro del término de La Puebla de Segur y el resto hacia poniente, dentro del de Toralla y Serradell.
Siempre en la misma dirección, el término sigue bastante paralelo a la carretera N-260 (La Puebla de Segur - El Pont de Suert), pero convergiendo en él gradualmente. Atraviesa el barranco de Mascarell a 590 m de altitud, y bordea por levante, dejando dentro de Toralla y Serradell, las cumbres del Casot y lo Tossalet, aproximadamente por la cota 600. Cuando llega a un barranco que hay justo al sur de Matavaques, el término cambia de dirección, ahora hacia el norte-noreste, atraviesa la carretera mencionada y el río Flamisell, a 575 m de altitud, y sube hacia el norte, por el lado de levante de la loma donde se encuentra la masía Soriguer y sube hacia el límite de levante de las Rocas del Congost, que conforman este lado del Desfiladero de Erinyà. Sube gradualmente, hasta que arriba la cresta, a 1.020 m de altitud, encuentra el tritérmino con la Puebla de Segur y Senterada.

### Límite con Senterada
Desde el punto anterior, la línea de término baja hacia el noroeste haciendo un arco hacia el norte, y por una cresta baja hacia el Flamisell, que se encuentra a la altura de 640 de altitud. El lugar es exactamente al este de la boca sur del túnel que tiene en este lugar la carretera N-260, justo al norte de donde se encuentran las carreteras L-522 (La Puebla de Segur - el Congost de Erinyà y el trazado antiguo de la N-260, actualmente N-260a. Es el extremo meridional del Congost de Erinyà.
En este punto la línea de término rompe hacia el norte siguiendo exactamente el curso del Flamisell, hasta que en el lugar donde la carretera y el río discurren más cerca, se produce un giro brusco de la línea de término, que ahora toma la dirección sur-oeste para ir a buscar la vertiente noroeste de las Rocas del Congost, donde hay un fuerte acantilado, a 790 m de altitud.
Vuelve a girar bruscamente, la línea de término. Ahora hacia poniente, sigue un pequeño tramo en esta dirección para romper hacia el noroeste de inmediato, yendo a subir a la Taula de Enserola, de 1.052 m de altitud. Desde esta cima el término sigue la dirección oeste, pero haciendo unos zigzag adaptándose al terreno. Se mantiene un buen trozo cerca de la cota 1000, hasta que llega a encontrar el cauce del barranco de Fontallaus, siempre por la vertiente meridional del Codó. Cuando encuentra el barranco, cerca del Salto de Agua, lo remonta, siempre hacia poniente, durante 1.200 metros, hasta el Clot de la Coma, a 1.300 m de altitud, momento en que, aunque hacia poniente, pasa a la orilla derecha del barranco y remonta hasta la cresta que baja hacia el sur-este de la Capcera. Llega a esta loma cerca de la «borda del Moixo», a 1.462,9 metros, y ya no la deja hasta la cima del Capcera, de 1.695,8 m de altitud, donde se encuentran los términos de Toralla y Serradell (ahora, de Conca de Dalt, Senterada y El Pont de Suert, es decir, en este punto se encuentran las comarcas del Pallars Jussá y la Alta Ribagorza.

### Límite con El Pont de Suert
El trozo de término con el límite de Pont de Suert es breve, y todo él discurre por la cresta de la Serra de l'Estall y Camporan, una de las que forma la vertiente oriental de la Sierra de San Gervàs. Desde la Capcera, el término emprende la dirección suroeste, siguiendo esta cresta durante 1,3 kilómetros, hasta que encuentra el tritérmino entre Toralla y Serradell (Conca de Dalt), El Pont de Suert y Espluga de Serra (actualmente, Tremp ), a 1.690 m de altitud.

### Límite con el antiguo término de Espluga de Serra
La Sierra de l'Estall es el elemento que hace de línea de término entre Espluga de Serra y Toralla y Serradell, en dirección suroeste, pero que va cambiando gradualmente hacia poniente. Va bajando por esta sierra (1.681 m. alt., 1667 ...), contiúa después por la Costa Cirera hacia el sur, hasta llegar al Coll de Serradell, de 1.562 m de altitud y, siempre hacia mediodía, llega al Pico de Lleràs, de 1.692 m de altitud. Desde el Pic de Lleràs se desvía hacia levante abandonando la cresta, y baja por la cabecera del barranco de Fontfreda, de modo que la Pleta Verde y los Clots de Lleràs quedan en el término de Espluga de Serra. A 1.400 metros se encuentra el barranco mencionado, el lugar donde se vuelven a encontrar tres términos: los dos ya mencionados de Espluga de Serra y Serradell con el de Salàs de Pallars, donde ha comenzado esta descripción.

## Entidades de población
| Entidades de población | Habitantes (2005) |
| ---------------------- | ----------------- |
| Erinyà                 | 29                |
| Rivert                 | 37                |
| Serradell              | 16                |
| Toralla                | 23                |
| Torallola              | 16                |

## Historia

### Edad Antigua
En Toralla y Serradell han dejado muestras de poblamiento antiguo de alto valor arqueológico. Destacan la Cueva de Toralla, cerca del pueblo de Toralla, la Cueva de las Llenes, cerca de Erinyà y las cuevas del Forat Negro, del Forat del Bou, de Sorta y de Espluguell, cerca de Serradell.

### Edad Media
El castro Toralia, así como el de Reverte son mencionados desde en el 994, y jugaron un papel relevante a lo largo de la Edad Media, en que fueron objeto de más de una transacción a los convenios establecidos entre los dos condes pallareses (el Jussà y el Sobirá, que a menudo provocaron canjes de castillos para garantizar la paz en la frontera de los dos condados.
Cabe destacar que en esta época, el paso de la Alta Edad Media a la Baja Edad Media, se pueden situar el conjunto troglodítico de Sorta, el despoblado de Esplugallonga, y el hábitat troglodítico de la cueva del Espluguell, los tres próximos al pueblo de Serradell, situados en cuevas o grutas ya mencionadas en el punto anterior, dado que han sido encontradas restos prehistóricos, aparte de medievales.
A inicios del siglo XII alcanza gran importancia el linaje de los Toralla,, feudatarios del Castillo de Toralla. La jurisdicción superior, sin embargo, era la real, y en 1281 consta que Bernardo de Toralla cedía al conde de Foix sus derechos en la Vall Ferrera y en otros lugares. El mismo año consta una donación del rey Pedro III de Aragón al mismo Bernardo de Toralla, de varios castillos, entre los cuales estaba el de Toralla.

### Edad Moderna
En 1381 constan en Toralla 8 fuegos (unos 40 habitantes); 4 a Torallola (20 habitantes), y 6 fuegos en Erinyà (30 habitantes), la población fue en aumento en los siglos siguientes, y en 1781 constan ya 360 habitantes, que son 587 en 1787. En 1860 se llega al techo de población de todos los tiempos: 1.146 habitantes, y desde entonces ha ido descendiendo constantemente: 659 en 1900, 511 en 1940, 349 en 1950, 313 en 1960. En la actualidad (2005), el antiguo municipio de Toralla y Serradell cuenta con 121 habitantes.
La señoría de Toralla, durante siglos llamada así, aparece como tal en 1632, en un momento de recuperación de viejos títulos señoriales alto medievales, por influencia de la propagación de la leyenda de los «Nou varons de la fama». Estuvieron bajo el dominio de esta baronía los lugares de Toralla, Claverol, Erinyà, Mentui, La Pobleta de Bellveí, Reguard, Serradell y Torallola. Rivert era del barón de Rivert. Más adelante, la mayoría de estos lugares pasaron a Sentmenat por matrimonio de Emerenciana de Toralla con Francesc de Sentmenat y de Peyrepertuse, y se incorporaron como patrimonio importante del primer marqués de Sentmenat, hijo de los anteriores. A la caída del Antiguo Régimen había habido algunos cambios: los Sentmenat conservaban Erinyà y Toralla, los marqueses de Gerona poseían Rivert, la importante familia aldeana los Orteu tenía Serradell y Torallola.

### Edad Contemporánea

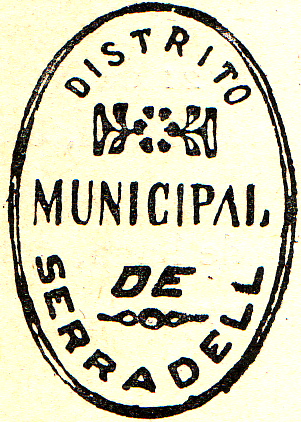
Sello municipal de 1912.

Como la gran mayoría de ayuntamiento catlanes, en 1812, con la implantación de los ayuntamientos modernos fruto de la Constitución de Cádiz, se crearon en un primer momento los de Erinyà, Rivert, Serradell, Toralla y Torallola. En febrero de 1847, al aplicarse una nueva ley municipal que limitaba el mantenimiento de los ayuntamientos a un mínimo de 30 vecinos (cabezas de familia), estos cinco ayuntamientos se agruparon con Serradell, que se convirtió en cabeza del nuevo municipio, con el nombre de este pueblo.
El 17 de octubre de 1950, bajo la presidencia del alcalde Emilio Aleu, la capitalidad del municipio fue trasladada al pueblo de Toralla, y, al mismo tiempo, se produjo el cambio de denominación al nombre que ya fue definitivo hasta la pérdida de independencia municipal: Toralla y Serradell.

## Lugares de interés
- Pueblo de Toralla
  - Castillo de Toralla
  - Iglesia de Santa María (iglesia parroquial románica)
- Pueblo de Serradell
  - Castillo de Serradell
  - Ermita de Santa Eulalia la Antigua
  - Ermita de San Alejo (San Aleix)
- Pueblo de Erinyà
- Pueblo de Rivert
  - Iglesia de San Martín (iglesia parroquial románica)
  - Ermita de la Virgen del Castillo de Rivert (Ermita románica)
- Pueblo de Torallola
  - Iglesia de San Martín (iglesia románica)
  - Ermita de Santa Cecilia (ermita románica)
- Yacimientos arqueológicos, prehistóricos y medievales de diferentes lugares del término.

## Actividad económica
Hasta épocas muy recientes, la actividad económica de este término, como del resto de la comarca, estaba orientada al auto abastecimiento. Se cosechaba trigo, uvas, aceitunas, patatas, legumbres y frutas, especialmente cerezas. También había ganadería de ovejas y de cabras. En la actualidad, el abandono de la tierra fruto del despoblamiento ha hecho que todo este sector esté en clara decadencia.

## Comunicaciones
El antiguo término de Toralla y Serradell sólo tiene dos carreteras reconocidas oficialmente como tal: la N-260 y la L-522, y ambas, prestan el servicio de comunicaciones más fuera del antiguo municipio que no entre los municipios propios de su término. Además, coincide que pasa exactamente lo mismo con todo el término entero de Conca de Dalt.
La N-260, en este tramo de la Puebla de Segur al Pont de Suert, forma parte del eje pirenaico que desde el Mediterráneo atraviesa por el sur de la cresta las comarcas pirenaicas para ir a parar al Atlántico. Es una carretera del estado, que no ha sido traspasada a la Generalidad de Cataluña. Comunica el Pallars Jussá con la Alta Ribagorza y sólo sirve de punto de partida para las carreteras que unen los pueblos de Toralla y Serradell.
La L-522 es una carretera de carácter local, paralela a la anterior, que une el Pont de Suert con la N-260 en el Congosto de Erinyà, del término actual de Conca de Dalt y antiguo de Toralla y Serradell.
No hay, pues, ninguna carretera más, en este antiguo municipio. Ahora bien, sí hay unas cuantas pistas rurales asfaltadas que conectan unos pueblos con otros. En la actualidad estas pistas rurales son, de hecho, carreteras asfaltadas, anchas y en buen estado, a las que sólo faltaría un número identificador para convertirse en carreteras oficiales.
La de más al norte es la que sale hacia el sur, y después gira a poniente, del Congost de Erinyà, en el punto kilométrico 314 de la N-260, hacia Erinyà y Serradell. Al 1,5 km llega a Erinyà, y en unos 4 km más, a Serradell.
Un poco más al sur, poco antes, viniendo de la Puebla de Segur, el mojón kilométrico 311, encuentra el arranque, también hacia el sur, pero torciendo pronto hacia poniente, de la pista que lleva a Toralla en 5,5 km.
Bastante más al sur, del pueblo de San Juan de Viñafrescal sale hacia el noroeste la pista que conduce a Torallola, donde llega en 3,5 km .
Finalmente, y aún más al sur, se encuentra la pista que parte hacia Rivert. Sale de la villa de Salàs de Pallars hacia el noreste, pasa por Sensui, del término de Salàs, y al cabo de 4,5 km, llega a Rivert en 2,5 km más.
En el interior del término hay varios caminos más, pero la mayoría son casi del todo impracticables en vehículos convencionales, dada la accidentalidad, muy alta, del relieve del término de Toralla y Serradell.
Las comunicaciones mediante transporte discrecional de viajeros está del todo ausente dentro del término de Toralla y Serradell, y en todo el término de Conca de Dalt, pero la proximidad con la Puebla de Segur hace que se pueda hacer fácilmente con el uso del transporte en autobús como del ferrocarril, que tiene en la Puebla su estación terminal.